# Saint-Mathias-sur-Richelieu
Saint-Mathias-sur-Richelieu, antes conocido como Pointe-Olivier, Saint-Mathias-de-Chambly, Chambly-Est, Saint-Mathias-de-Rouville y Saint-Mathias, es un municipio de Canadá perteneciente a la provincia de Quebec. Forma parte también del municipio regional de condado de Rouville en la región de Montérégie-Est en Montérégie.

## Geografía

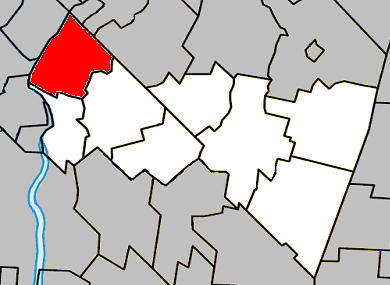
Ubicación de Saint-Mathias-sur-Richelieu en el MRC Rouville

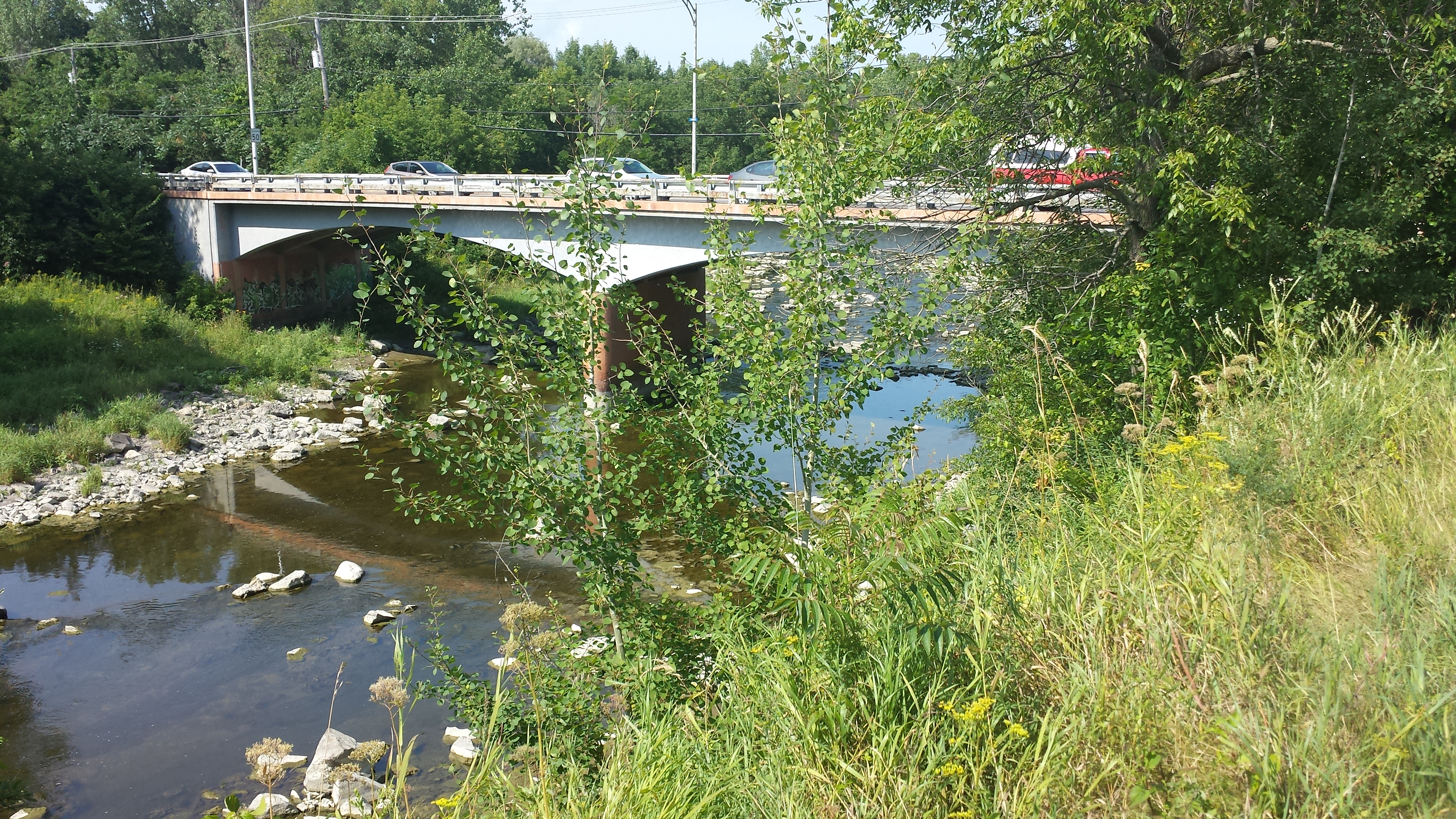
Puente sobre la rivière des Hurons

Saint-Mathias-sur-Richelieu se encuentra en la planicie del San Lorenzo, por la orilla derecha del río Richelieu, en la parte oeste del MRC de Rouville, 40 km al este de Montreal. Está ubicado entre Otterburn Park y Mont-Saint-Hilaire al norte, Saint-Jean-Baptiste al noreste, Marieville al este, Richelieu al sur y el río Richelieu al oeste. Por ribera opusta del río se encuentran Chambly, Carignan y Saint-Basile-le-Grand. Su superficie total es de 50,01 km², de los cuales 47,04 km² son tierra firme. La Rivière aux Hurons (Rouville) baña Saint-Mathias antes de desembocar en el Richelieu.

## Historia
En 1672, un señorío fue condedado a Jacques de Chambly, capitán del regimentio de Carignan-Salières. En 1673, De Chambly abrió concesiones por la orilla este del Richelieu, al luego conocido entonces como Pointe-Olivier. El municipio fue instituido en 1855 con la creación de los primeros municipios en Quebec.

## Política
Saint-Mathias está incluso en el MRC de Rouville y en la Comunidad metropolitana de Montreal también. El consejo municipal está compuesto por seis consejeros, sin división territorial. La alcaldesa actual (2014) es Jocelyne G. Deswarte desde 2013 y los seis consejeros son de su partido Ensemble pour nos citoyens.
|            | 2005-2009                                                                                   | 2009-2013 | 2013-2017                                                                               |
| Alcalde    | Patrice Viens                                                                               | Yanik Maheu | Jocelyne G. Deswarte                                                                    |
| Consejeros | Jocelyne G. Deswarte Laurence Halde Benoît Lauzier Martine Loiselle Réal Picotte Jean Rioux | Pierre Chassé Jocelyne G. Deswarte François Nolin Jean Rioux** Patrick Saindon Michel Tétreault Mariette Vigeant | René Champagne Stéphane Faille Marjolaine Godbout Réal Picotte Jean Rioux Patrice Viens |

* Consejero al inicio del termo pero no al fin.  ** Consejero al fin del termo pero no al inicio.
El municipio está incluido en la circunscripción electoral de Chambly a nivel provincial y de Chambly-Borduas a nivel federal.

## Demografía
Según el censo de Canadá de 2011, contaba con 4618 habitantes. La densidad de población estaba de 97,8 hab./km². Entre 2006 y 2011 hubo un aumento de 112 habitantes (2,5 %). En 2011, el número total de inmuebles particulares era de 1911, de los que 1865 estaban ocupados por residentes habituales, la mayor parte de otros siendo segundas residencias. La población es francófona.
Evolución de la población total, 1991-2014